# Pholidoscelis corvina
Espèce
Synonymes
- Ameiva corvina Cope, 1861

Statut de conservation UICN

 VU D2 : Vulnérable
Pholidoscelis corvina est une espèce de sauriens de la famille des Teiidae.

## Répartition
Cette espèce est endémique d'Anguilla. Elle se rencontre sur l'île de Sombrero.

## Publication originale
- Cope, 1861 : On the Reptilia of Sombrero and Bermuda. Proceedings of the Academy of Natural Sciences of Philadelphia, vol. 13, p. 312-314 (texte intégral).